# アンジェロ・ダンブロジオ
アンジェロ・ダンブロジオ(イタリア語: Angelo D'Ambrosio、1774年9月22日 - 1822年7月29日)は、イタリアのイタリア統一運動時代の軍人、作家、愛国者である。イタリア統一運動の初期にあたるナポリ革命で活躍した。

## 生涯
アンジェロ・ダンブロジオは1774年9月22日、レッジョ・ディ・カラブリアに生まれた。ナポリに移り住んだ後、学者であった父親はすぐに他界。未亡人となった母親はアンジェロを含む十人の子供を養育していく事は難しく、アンジェロ・ダンブロジオを教会に預けていた。結果、青年になったアンジェロ・ダンブロジオは当初聖職者を目指しており、またラテン語やギリシャ語の研究者としても知られた。
しかしキリスト教や教会制度に対して不満を抱いていたダンブロジオはすぐに聖職者の道を諦め、軍人を志しヌンツィアテッラ軍人学校に入学した。その後士官候補生としてナポリ王国軍に入隊し、ブルボン家であったナポリ王フェルディナンド4世の命でトゥーロンに赴きフランス第一共和政から都市を守った。その過程で捕虜になっているがカンポ・フォルミオ条約に基づいて帰国が許され、帰国後は23歳という若さでトゥーロン防衛の功績が認められて大尉に昇進した。
このようにして当初は現体制の支持者としての側面があったが、フランスとの戦いを通して自由主義や立憲主義といった思想に次第に影響されるようになり、国王を裏切った軍人の一人としてパルテノペア共和国に参加した。パルテノペア共和国崩壊後はパドヴァ、コルフなどのイタリア諸都市を転々としていたが、その間にウーゴ・フォスコロやアントニオ・カノーヴァといった偉大な芸術家たちと交流を持った。
1801年には恩赦が出されてナポリに舞い戻り、1806年からは軍人としてのキャリアを再開。ジョアシャン・ミュラに仕えて数々の軍事的功績を残し、1809年までに将軍へと昇り詰めている。また同時に男爵の爵位も叙された。その後も1814年までジョアシャン・ミュラに忠義を尽くしており、南イタリアにおけるブルボン家の支配再確立を目論むウジェーヌ・ド・ボアルネ率いる軍勢に勝利を収めている。
王政復古後はその軍才が認められて両シチリア王国軍の戦争最高評議会の一員に任命された。しかし1821年にはナポリ革命に加担。ミケーレ・カラスコサやグリエルモ・ぺぺが率いた4万の軍勢がリエーティ・アントロドーコの戦いでオーストリア帝国に敗れナポリ革命の失敗はほぼ決定付けられたが、それでもダンブロジオは諦めず残った兵力をヴォルトゥルノ城塞に集結させ最後の抵抗を試みた。しかし両者の戦力差は圧倒的であり1821年3月20日、ダンブロジオは戦わずして降伏文書に署名した。
ナポリ革命失敗後、ダンブロジオはかつての諸功績が認められて罪には問われなかったが軍人を引退せざるを得なかった。そのため作家に転身し、彼の戦いの回顧録である『両シチリア王国を防衛に関する記録』（『Memoria sulla difesa del Regno delle Due Sicilie』）や『ミュラの従軍』（『De La Campagne de Murat』）を出版。どちらも軍事学や歴史学の重要な資料となっている。
1822年7月29日、ナポリで死去。